# Griselda Blanco
Griselda Blanco Restrepo, conosciuta anche con gli appellativi la Madrina e la Regina della droga (Cartagena, 15 febbraio 1943 – Medellín, 3 settembre 2012), è stata una criminale colombiana condannata per narcotraffico.
È stata responsabile di centinaia di omicidi nel corso degli anni settanta e ottanta del XX secolo. All'apice della sua attività criminale, il suo patrimonio arrivò a toccare i due miliardi di dollari.

## Biografia
Griselda Blanco è nata il 15 febbraio 1943 a Cartagena de Indias, nella Colombia settentrionale, per poi stabilirsi con la famiglia all'età di undici anni a Medellín, crescendo tuttavia in condizioni di estrema povertà e con una difficile situazione familiare. Il padre, infatti, abbandonò la famiglia quando lei era ancora molto piccola, mentre la madre ebbe seri problemi di alcolismo. In età adolescenziale, iniziò a prostituirsi. All'età di 20 anni conobbe Carlos Trujillo, un falsario esperto nella contraffazione di documenti per immigrare negli Stati Uniti; affascinata dalla sua spregiudicatezza, accettò di sposarlo ed ebbero tre figli, Dixon, Osvaldo e Uber. Uccise poi il marito per una questione di affari.
Poco dopo si risposò con Alberto Bravo, un trafficante che all'inizio degli anni settanta aveva guadagnato una fortuna con la cocaina; i due si trasferirono a New York, dove lei entrò nel traffico degli stupefacenti. Si trasferì poi a Miami, in Florida, dove il suo business crebbe in modo notevole e, insieme al suo amico d'infanzia Pablo Escobar, fondò il Cartello di Medellín. Poco tempo dopo conobbe Darío Sepúlveda, che sposerà e dal quale avrà il suo quarto figlio, Michael Corleone, come tributo al capomafia italiano del film Il padrino.
Avendo molti sicari alle sue dipendenze, iniziò guerre contro chi la ostacolava, come ex collaboratori del narcotraffico o presunti nemici che fossero. A capo del suo braccio armato c'era Jorge "Rivi" Ayala. Dopo una serie di arresti nella città di Miami, causati dalla collaborazione con le forze dell'ordine di un ex-narcotrafficante, decise di trasferire la sua attività criminale in California, dove visse insieme al figlio Michael. Venne in seguito arrestata e trasferita nuovamente in Florida, dove trascorse circa venti anni in carcere. Fu rilasciata dall'autorità giudiziaria il 6 giugno 2004 e rimpatriata in Colombia.
Blanco divenne famosa per essere stata una donna spietata e crudele. Mandante di centinaia di omicidi (molti dei quali eseguiti dal suo uomo di fiducia "Rivi"), durante un omicidio commissionato, i suoi killer, nel tentativo di colpire il bersaglio prestabilito, colpirono il figlio di tre anni, ma la donna non fu scossa da questa notizia, e anzi volle usare questa arma in più come ulteriore freccia nel proprio arco, ma Rivi si rifiutò di uccidere altri bambini. Durante la sua attività, si fece molti nemici, soprattutto in Colombia e, infatti, durante i venti anni trascorsi in carcere, tre dei suoi quattro figli vennero uccisi al loro rientro in Colombia. Venne assassinata il 3 settembre 2012 all'età di 69 anni, colpita da un paio di proiettili alla testa da due killer in motocicletta.

## Cultura di massa

### Musica
- La celebre etichetta discografica di Buffalo Griselda, i quali testi trattano temi quali lo spaccio di droga, la vita di strada e la scalata verso il successo nella società e nel mondo criminale, deve il suo nome proprio a Griselda Blanco

### Cinema
- La sua storia è stata raccontata nel documentario del 2006 La vera storia di Scarface.
- La sua storia è stata raccontata nel docufilm Cocaine Cowboys II: Hustlin' With the Godmother Diretto da Billy Corben e Lisa M.Perry del 2008 sequel di Cocaine Cowboys del (2006).
- La sua figura è stata trattata nel film biografico del 2017 La signora della droga (Cocaine Godmother), diretto da Guillermo Navarro e interpretato da Catherine Zeta-Jones.

### Libri
- Il libro La patrona de Pablo Escobar di José Guarnizo, narra la sua vicenda

### Televisione
- La telenovela spagnola del 2014 La viuda negra è tratta dal libro di Guarnizo.
- Il figlio Michael Corleone Blanco racconta la sua storia nel quattordicesimo episodio della terza stagione della docu-serie televisiva Ho vissuto con un killer, L'ultimo Blanco.
- Nel 2019 è presa d'esempio da Angelica Green (Alyvia Alyn Lind) nella serie post-apocalittica Daybreak di Netflix.
- Nel 2024 esce una miniserie biografica, Griselda, prodotta da Neflix incentrata sulle attività della criminale, interpretata da Sofía Vergara.